# Apeadeiro de Silveirona
O Apeadeiro de Silveirona foi uma gare do Ramal de Portalegre, que servia a zona de Horta da Silveirona, no distrito de Évora, em Portugal.

## História
Este apeadeiro situa-se no lanço entre Estremoz e Sousel, que entrou ao serviço em 23 de Agosto de 1925. Os comboios entre Estremoz e Portalegre foram encerrados pela operadora Caminhos de Ferro Portugueses em 2 de Janeiro de 1990.